# Iglesia de Nuestra Señora del Rosario (Emperador)
La iglesia de Nuestra Señora del Rosario, es una iglesia situada en el municipio de Emperador en la provincia de Valencia, España. Es un Bien de Relevancia Local con identificador número 46.13.117-001.

## Descripción
Se trata de una construcción sencilla con una única fachada, la de los pies, quedando el resto del edificio limitado con otras edificaciones. Esta fachada tiene un solo cuerpo, con puerta de arco de descarga y, sobre ella, una hornacina con la imagen de la titular. La fachada remata con una espadaña de doble hueco y frontón triangular. El interior es de una sola nave de 15 x 6 m. El techo está realizado con plafones, existiendo en su centro un gran óvalo de escayola, en el cual aparece una pintura de la Nuestra Señora del Rosario ejecutada alrededor del año 1920.